# قاسم‌آقالی
قاسم‌آقالی (به لاتین: Qasımağalı) یک منطقه مسکونی در جمهوری آذربایجان است که در شهرستان گدابیگ واقع شده است.